# Fuyu
FUYU（フユ）は、日本のドラマー。
J-POPからブラックミュージック、セッションまで様々な場で活動。EXILE ATSUSHI率いるRED DIAMOND DOGSのドラマーで、様々なアーティストのレコーディング・ライブに数多く参加、ソニー、ユニクロのCM、ジャズもこなす。

## 略歴
大阪で生まれ、2歳からドラムを叩き始め、ニューヨークへ転居後、9歳の時よりハーレムのジャズクラブでセッションに参加。
1995年に自身のバンドStandpipe Siameseを結成、CBGB、Knitting Factoryを始めとするニューヨークの名門ライブハウスで数多く演奏を重ねた。
1997年から1998年にかけてShania Twainとマディソン・スクエア・ガーデンで共演し、映画『FAME』の舞台としても有名なラ・ガーディア高校に在学中、ワーナーミュージック・ジャパンよりメジャー・デビューを果たし、「Gates」「Jumbo Shrimp」の2枚のアルバムをリリース。
2004年からマンハッタンにあるトリニティー・バプティスト教会のメインドラマーに就任。アルバム「JAZZ TIME」では、Gary BartzやGreg Bandyと共演、アルバム「Heavy Cats」でHiram Bullockと共演、SOULIVE / 122 Japan Tourに参加。
2005年にはR&B女性ボーカルグループ『ALLURE』のミュージック・ディレクター兼ドラマーとして、翌2006年にニューヨーク・オールスター・ゴスペルのドラマーに抜擢され、3日間マディソン・スクエア・ガーデンで演奏。
2007年からはニューヨークで『AMOUNT BOYZ』『ALLURE』また、Trinity Baptist Churchのゴスペルライブのメインドラマーとして活動。2009年から拠点を東京に移す。

## 共演
日本
AI、EXILE SHOKICHI、EXILE ATSUSHI、EXILE THE SECOND、E-girls、EXILE、加藤ミリヤ、川畑要、King & Prince、清春、KEYCO、工藤静香、久保田利伸、Crystal Kay、倖田來未、ゴスペラーズ、さかいゆう、THE RAMPAGE from EXILE TRIBE、私立恵比寿中学、GENERATIONS from EXILE TRIBE、JUON、JUJU、スガシカオ、Skoop On Somebody、鈴木雅之、櫻井哲夫、CHARA、堂本剛、Nao Yoshioka、中島美嘉、BENI、My Little Lover、MISIA、May J.、YEN TOWN BAND、Little Glee Monster他
その他
Allure,Hank Jones, TAKE 6, ソウライヴ, ハイラム・ブロック, DJ LOGIC, Robert Randolph & The Family Band, DJ Kensei, Amount Boyz, Martha Munizzi, Gary Bartz, ジョーイ・ラモーン, Allen Hinds, Jon Cowherd, 他

## レコーディング参加作品
EXILE ATSUSHI
- 『Solo』（アルバム、2012年2月21日）―「You're my "HERO"」
- 『道しるべ』（シングル、2013年8月21日）―「道しるべ」、「煌めきの歌」
- 『Precious Love』（配信シングル、2014年7月2日）―「Precious Love」
- 『桜の季節』（第81回NHK全国学校音楽コンクール中学校の部課題曲）―「桜の季節」

EXILE ATSUSHI / RED DIAMOND DOGS
- 『Beautiful Gorgeous Love/First Liners』（シングル、2016年7月6日）
- 『Stand By Me』（シングル、2017年2月15日）

EXILE
- 『NEW HORIZON（CD+2DVD）』（シングル、2014年7月23日）―DVD2「4/27 EXILE PERFORMER BATTLE AUDITION in NIPPON BUDOKAN」ライブ映像に参加。
- 『19 -Road to AMAZING WORLD-』（アルバム、2015年3月25日）―「Believe in Yourself」

MISIA
- 『逢いたくていま』（シングル、2009年11月18日）―「逢いたくていま」
- 『JUST BALLADE』（アルバム、2009年12月16日）―「逢いたくていま」
- 『SOUL QUEST』（アルバム、2011年7月27日）―「君には嘘をつけない」、「真夏のカメレオン」
- 『恋は終わらないずっと』（シングル、2012年6月20日）―「恋は終わらないずっと」
- 『Back In Love Again (feat. 布袋寅泰)』（シングル、2012年12月19日）―「Back In Love Again (feat. 布袋寅泰)」
- 『MISIA SUPER BEST RECORDS -15th Celebration-』（ベストアルバム、2013年2月20日）―「恋は終わらないずっと」、「逢いたくていま」、「Back In Love Again (feat. 布袋寅泰)」
- 『幸せをフォーエバー』（シングル、2013年9月4日）―「幸せをフォーエバー」
- 『NEW MORNING』（アルバム、2014年4月2日）―「僕はペガサス 君はポラリス」、「蒼い月影」、「アイヲシルセカイ」、「魔法をかけたのは君」、「Especially for me」、「幸せをフォーエバー」、「One day, One life」、「DEEPNESS (from 星空のライヴVII-15th Celebration-Hoshizora Symphony Orchestra @ Nippon Budokan) 」、「Back In Love Again(from 星空のライヴVII-15th Celebration-Hoshizora Symphony Orchestra @ Nippon Budokan) 」
- 『星空のライヴ SONG BOOK HISTORY OF HOSHIZORA LIVE』（アルバム、2016年3月9日）

堂本剛
- 『TU』（アルバム、2015年5月20日）―「心眼 接吻」

スガシカオ
- 『THE LAST』（アルバム、2016年1月20日）

My Little Lover
- 『re:evergreen』（アルバム、2015年11月25日）

Hanah Spring
- 『Handmade Soul』（アルバム、2014年5月14日）―「終わりのないリズム」、「IN THE SUN」、「MUSHI MUSHI ME」、「シンパシーテレパシー」、「好きなキス」、「Baby Bop (Interlude) 」、「CHILLS…」、「春夏秋冬 (Handmade Soul ver.) 」、「Goodbye 2 Yesterday」、「Bridge Over Troubled Water」

musiqman Jr.
- 『Musiqbook』（アルバム、2014年4月1日）―「Love & Groove」、「スマイル」、「ワンダフルワールド」

鈴木明夫
- 『I Wanna Be With You』（アルバム、2013年7月19日）―「No Return」、「Barber Blues」、「Make Me Smile」、「Wind Express」

CHICKEN SHACK
- 『CHICKEN SHACK VII』（アルバム、2013年6月12日）―「Flow」、「It's Rainin' on my Heart」

植村花菜
- 『Steps』（アルバム、2013年3月13日）―「リグレット」、「LOVE」

SHANTI
- 『Jazz en Rose』（アルバム、2013年3月13日）―「Dat Dere」、「Watch What Happens」、「Waltz for Debby」、「Poetry Man」、「Twisted」、「Time To Go」

青紀ひかり
- 『Charlotte Street』（アルバム、2011年11月30日）―「Aqua de beber」、「Put the blame on mame」、「Feel like makin' love」、「Don't think twice, It's all right」、「Don't speak」、「Manha de Carnaval」、「These boots are made for walkin'」、「'Round midnight」、「Charade」、「The Shadow of your smile」、「Englishman in New York」
- 『Bond Street』（アルバム、2012年12月5日）―「Two for the road」、「Sway」、「Les enfants s'ennuient le dimanche」、「It had better be tonight」、「Viva la vida」、「These foolish things」、「Light my fire」、「Felicidade」、「Love potion No/9」、「Only you」、「Time to say goodbye」

さかいゆう
- 『Yes!!』（アルバム、2010年6月23日―「N.A.M.E.」、「Room」、「週末モーニン」
- 『Lalalai』（配信シングル、2012年2月29日）―「Lalalai」
- 『君と僕の挽歌』（シングル、2012年4月25日）―「君と僕の挽歌」
- 『How's it going?』（アルバム、2012年5月23日）―「Jammin'」、「パスポート」、「LOVE & LIVE LETTER ～さかいゆう trio ver.～」、「もしも あの朝に…」、「Lalalai」、「ペテン師と臆病者」、「How Beautiful ～English ver.～」、「サンバ☆エロティカ」、「されど僕らの日々」、「君と僕の挽歌 ～Album ver.～」、「パズル」

吉田サトシ
- 『Meant To Be』（アルバム、2012年6月13日）―「Meant to Be (Feat. Maya Hatch)」、「El Viento (Feat. Ayumu Yahaba)」、「Arigato (Feat. nobie)」、「Days Gone by <Egyptology> (Feat. Gutizm)」、「Some Crossover Underground (Bar AMRTA)」、「78.0」、「Lost&Found (Feat. Maya Hatch)」、「Car Traffic」、「The Way (Feat. nobie)」、「Power (Feat. nobie)」、「How much Kg Blues」

YEN TOWN BAND
- 『diverse journey』(アルバム、2016年7月20日)

## 映像参加作品
EXILE
- 『EXILE LIVE TOUR 2015 "AMAZING WORLD"』（DVD、2016年4月13日）

EXILE ATSUSHI
- 『EXILE ATSUSHI PREMIUM LIVE 〜命をうたう〜』（DVD、2013年4月3日）
- 『Ooo Baby』（MV）
- 『EXILE ATSUSHI LIVE TOUR 2014 “Music”』（DVD、2014年10月29日）
- 『EXILE ATSUSHI LIVE TOUR 2016 “IT'S SHOW TIME!!”』（DVD、2017年2月15日）

RED DIAMOND DOGS
- 『First Liners』（MV）

MISIA
- 『星空のライヴV Just Ballade MISIA with 星空のオーケストラ2010』（DVD、2010年5月26日）
- 『星空のライヴVI ENCORE 2010 International Year of Biodiversity』（DVD、2010年10月20日）
- 『THE TOUR OF MISIA JAPAN SOUL QUEST -GRAND FINALE 2012 IN YOKOHAMA ARENA-』（DVD、2012年6月20日）
- 『星空のライヴVII -15th Celebration- Hoshizora Symphony Orchestra』（DVD、2014年7月2日）
- 『僕はペガサス 君はポラリス』（MV）
- 『幸せをフォーエバー Live ver.』（MV）

BENI
- 『四季うた summer』（初回限定生産・スペシャルパッケージCD＋DVD、2016年6月29日）

Little Glee Monster
- 『Little Glee Monster Arena Tour 2018 - juice !!!!! - at YOKOHAMA ARENA』（DVD、2018年5月9日 ）

Sound Inn “S”（BS-TBS 第3土曜日18:30 - 19:00放送）
- Little Glee Monster（2018年1月20日放送）
- クリスタル・ケイ（2018年6月16日放送）

## ツアーサポート
AI
- 『AI 和と洋 TOUR』（2017年9月9日 - 12月17日）

EXILE
- 『EXILE LIVE TOUR 2015 "AMAZING WORLD"』（2015年9月11日～12月27日）
- 『EXILE LIVE TOUR 2022 "RED FENIX"』（2022年5月）

EXILE ATSUSHI
- 『EXILE ATSUSHI PREMIUM LIVE 2012～命をうたう～』（2012年10月17日 - 11月6日）
- 『EXILE ATSUSHI LIVE TOUR 2014 “Music”』（2014年4月12日 - 7月13日）
- 『EXILE ATSUSHI LIVE TOUR 2016 "IT'S SHOW TIME!!"』（2016年5月28日 - 9月3日）

GENERATIONS from EXILE TRIBE
- 『GENERATIONS WORLD TOUR 2015 “GENERATION EX”』（2015年4月4日 - 5月25日）

EXILE THE SECOND
- 『EXILE THE SECOND LIVE TOUR 2016-2017 "WILD WILD WARRIORS"』（2016年10月29日 - 2017年2月2日）

MISIA
- 『星空のライヴV Just Ballade MISIA with 星空のオーケストラ2010』（2009年7月7日 - 2010年2月14日）
- 『MISIA 星空のライヴVI ENCORE 2010 International Year of Biodiversity』（2010年7月10日 - 7月31日）
- 『THE TOUR OF MISIA JAPAN SOUL QUEST』（2011年2月20日 - 12月24日）
- 『MISIA 星空のライヴ VII -15th Celebration-』（2013年2月21日 - 2014年4月2日）
- 『Misia Candle Night』（2014年8月9日 - 9月7日）

スガシカオ
- 『SUGA SHIKAO LIVE TOUR 2016「THE LAST」～ENCORE～』（2016年9月10日 - 10月30日）
- 『SUGA SHIKAO TOUR 2020 ～労働なんかしないで光合成だけで生きたい～』（2019年4月27 - 6月29日）

BENI
- 『BENI "BEST" LIVE TOUR 2014』（2014年12月12日 - 12月26日）

露崎春女
- 『THE LIVE 2014“Love Naturally”』（2014年2月2日 - 2月11日）

JUJU
- 『JUJU BEST STORY ARENA TOUR2013』（一部参加）

さかいゆう
- 『さかいゆう TOUR 2010 "YES!!"』（2010年9月9日 - 9月22日）
- 『さゆいうTOUR 2012 “How's it going?”』（2012年5月23日 - 6月6日）

北山陽一（ゴスペラーズ）
- 『北山陽一ソロツアー2012 “春休み”』（2012年3月6日 - 3月25日）

中島美嘉
- 『MIKA NAKASHIMA CONCERT TOUR 2011 ”THE ONLY STAR”』（一部参加）

清春
- 『KIYOHARU 25TH ANNIVERSARY YEARS FC ONLY 愛ノ巣』（2019年3月20日 - 4月6日）

Little Glee Monster
- 『Little Glee Monster ARENA TOUR 2018 juice!!!!!』（2018年2月3日 - 3月25日）